# Kreisiraadio
Kreisiraadio (Крейзирадио, англ. CrazyRadio, «Сумасшедшее радио») — эстонское юмористическое трио, в состав которого входили Ханнес Вырно (Hannes Võrno), Пеэтер Оя (Peeter Oja) и Тармо Лейнтамм (Tarmo Leinatamm).

## История
Участники комедийного коллектива вместе с 1993 года, периодически ставят юмористические сценки на радио- и телевизионных шоу. Сюжеты включают в себя комические эпизоды о вымышленном виде спорта «стоунбол» (англ. stoneball, что переводится как «бросание камнями»), раздражающем типе в смешной шляпе и эстонском иммигранте из Швеции.
В 2008 Kreisiraadio выиграли на конкурсе Eurolaul с песней Leto svet (серб. Летний свет). Композиция была исполнена на финском и немецком языках, с примесью бессвязных слов из сербского языка. Песня победила на Eurolaul с подавляющим числом голосов (расстояние от 2-го места более чем в 30 000 гол.), однако на Евровидении песня так и не прошла в финал, заняв в первом полуфинале предпоследнее место (18, 8 очк.). Эстонские критики назвали этот результат ожидаемым; по их мнению, юмор коллектива не всегда понятен у себя на родине, не говоря уже и об остальной Европе.
Один из участников коллектива — Тармо Лейнатамм ушёл из жизни 13 октября 2014 года после продолжительной болезни.